# Offentlig konst i Västerås

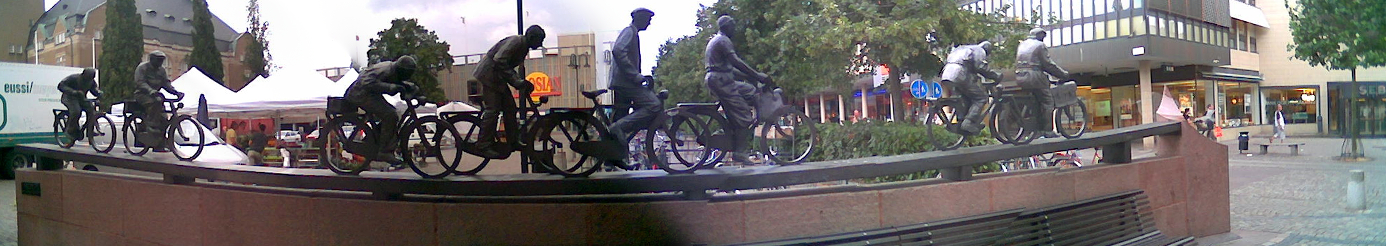
Aseaströmmen av Bengt Göran Broström.

Den offentliga konsten i Västerås hanteras av Västerås konstmuseum. Det finns ungefär 300 offentliga konstverk som ägs av Västerås kommun. Av dessa finns över hundra offentliga konstverk inom cityringen. Nedan följer ett litet urval av offentliga konstverk inom kommunen.
Västerås fick sitt första offentliga konstverk då Gustav Vasas byst av CG Qvarnström avtäcktes 1864 i Vasaparken. Det skulle dröja till 1919, 55 år, innan nästa skulptur, Vattenlek av Elmberg, placerades ut i Stadsparken.
Vindarnas grotta av Eric Grate, invigdes 1969. Det beställdes i samband med byggandet av Västerås stadshus. Grottan är format likt ett segel som tar emot de ljudande vindarna, ljudet av klockspelet från Stadshustornet och bruset från Svartån.
Aseaströmmen, invigt 1989, av konstnären Bengt Göran Broström på Stora torget i Västerås har blivit ett populärt konstverk i stadsbilden. Verket föreställer arbetare som cyklande tog sig till och från jobbet i 1930–1950-talens Västerås.
Fasadutsmyckning är en fasadutsmyckning i hårdbränd lera från 1960 av Per Lindecrantz.
Sommarsöndag är en staty i brons, föreställande ett ungt par och är cirka två meter hög. Konstnär Oscar Antonsson. Den står invid Köpingsvägen vid Sundemans backe, mellan Stallhagen och Oxbacken.
Västeråskonstnären Mikael Genberg har blivit internationellt uppmärksammad för sina installationer på temat alternativa boendemiljöer. Hotell Hackspett är hotellet där gästen hissas upp i ett träd 13 meter över Vasaparken. På Utter Inn i Mälaren bor gästen under vattenytan, med panoramafönster åt alla håll.
Ett av de nyare konstverken i Västerås är den sju meter långa och 2,3 meter höga Windshield som är placerad i Östra hamnen. Det är ett vindskydd i hårdplast som går att flytta längs ett spår i en cirkel med 14 meters diameter. Konstnären Carsten Höller betraktas som en av samtidens internationellt mest framstående konstnärer.
Exempel på andra konstverk i Västerås är:
- Instabil av Lars Englund, vid konstmuseet vid Fiskartorget (1994)
- Tjuren av Allan Runefelt, pryder sin plats vid Stadshuset Fiskartorget (1963)
- Utsmyckning av stadshusets västfasad är gjord av Lennart Källström (1962–1966)
- Vardag (Tvätterskan) av Yngve Andersson (1968) är placerad vid Djäknebron
- På Viktor Larssons plats finns Kunskapens träd placerad utanför Växhuset
- Familjen i brons av Ivar Johnsson från 1957, Östra Ringvägen